# これで恥をかかない 明日つかえるDSビジネスマナー
『これで恥をかかない 明日つかえるDSビジネスマナー』は、元気より2007年4月26日に発売された、ビジネスマナー習得を目的としたニンテンドーDS用ソフトウェア。

## 構成

### シナリオモード
目指せ新プロジェクト!
様々なビジネスシーンを体験しながら3ヶ月を過ごす。
1日1問、15分
月曜から金曜まで5日連続で行われる。